# Cephalophyllum subulatoides
Cephalophyllum subulatoides är en isörtsväxtart som först beskrevs av Adrian Hardy Haworth, och fick sitt nu gällande namn av Nicholas Edward Brown. Cephalophyllum subulatoides ingår i släktet Cephalophyllum och familjen isörtsväxter. Inga underarter finns listade i Catalogue of Life.

## Bildgalleri

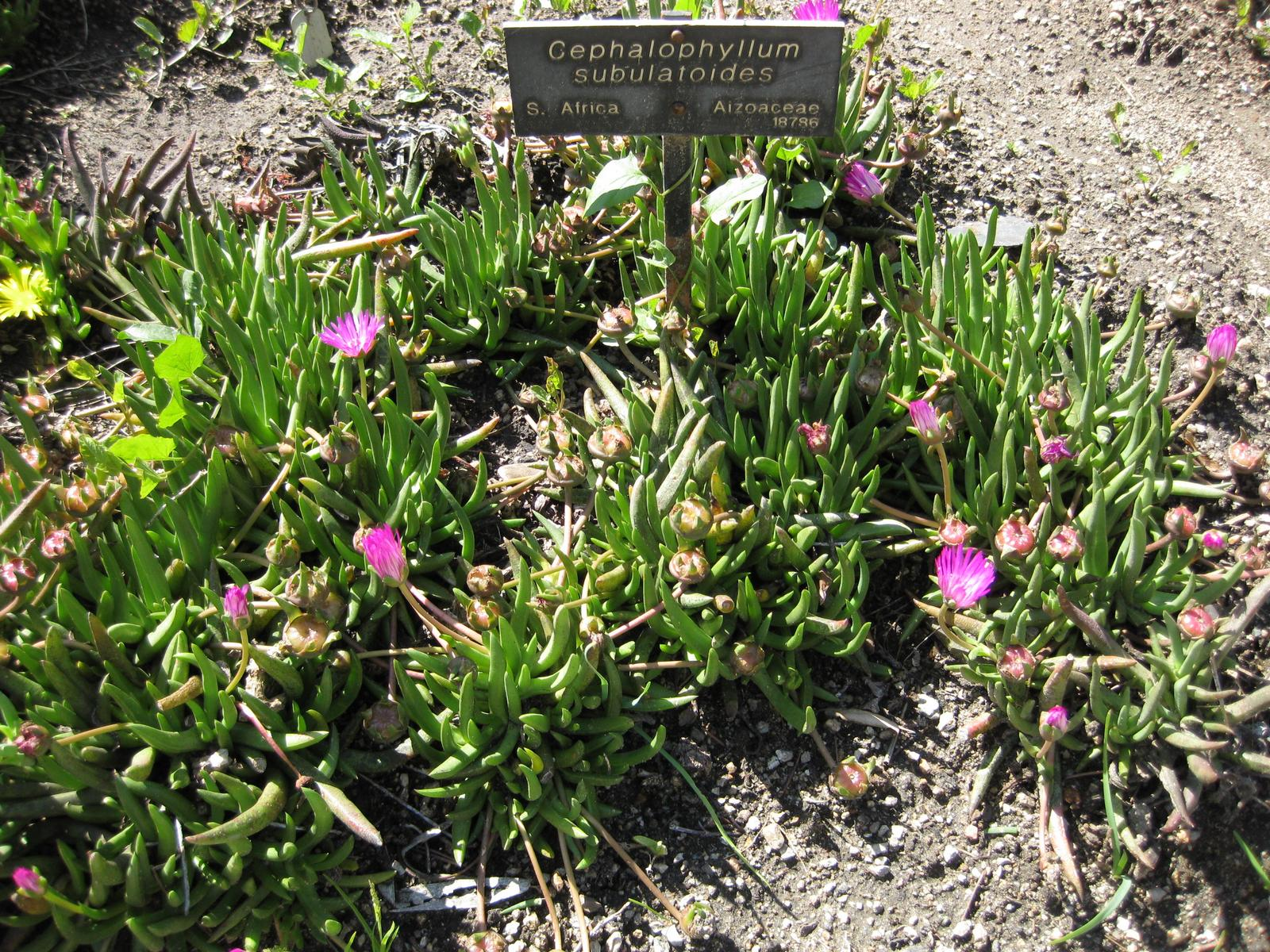
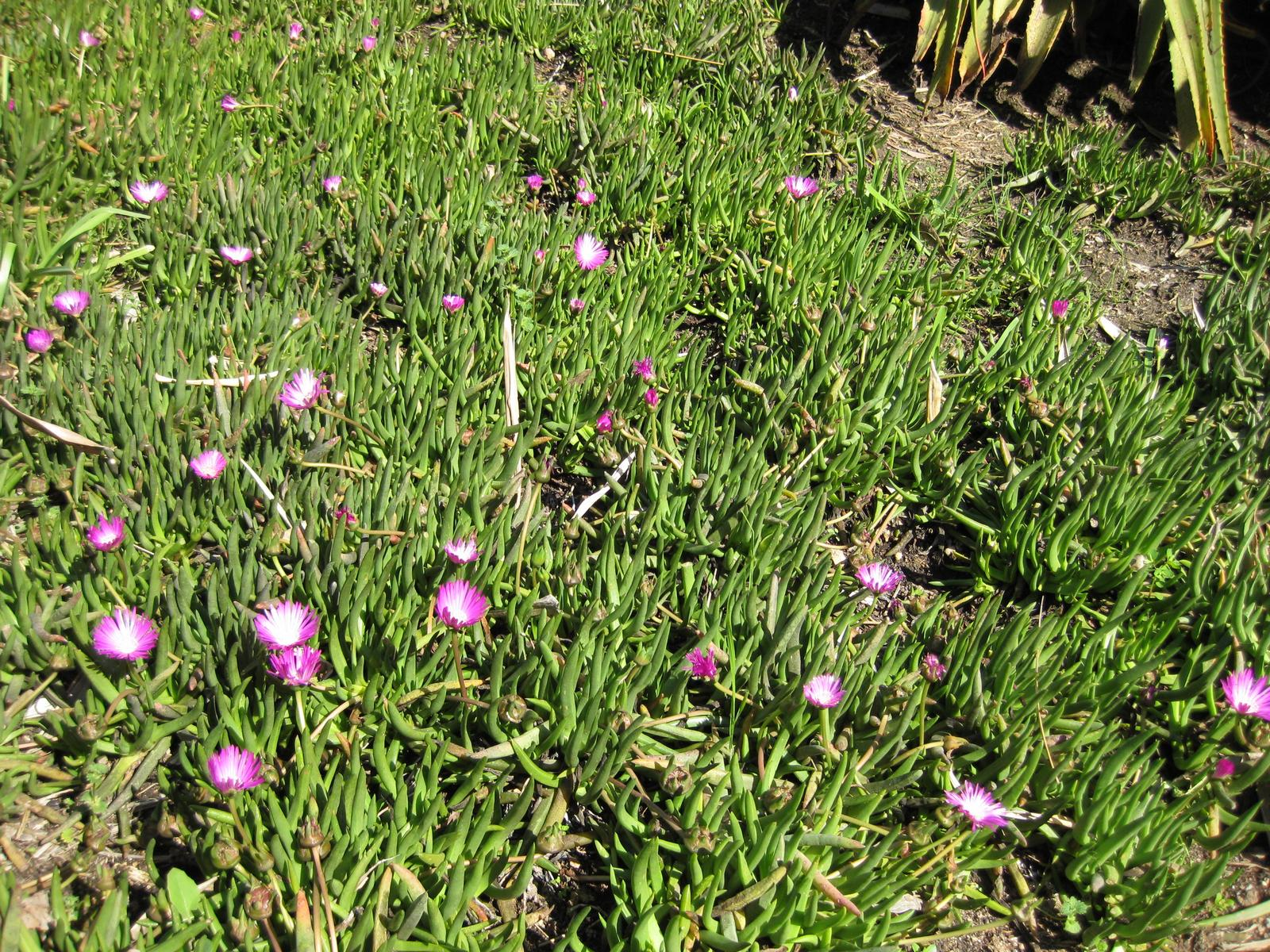
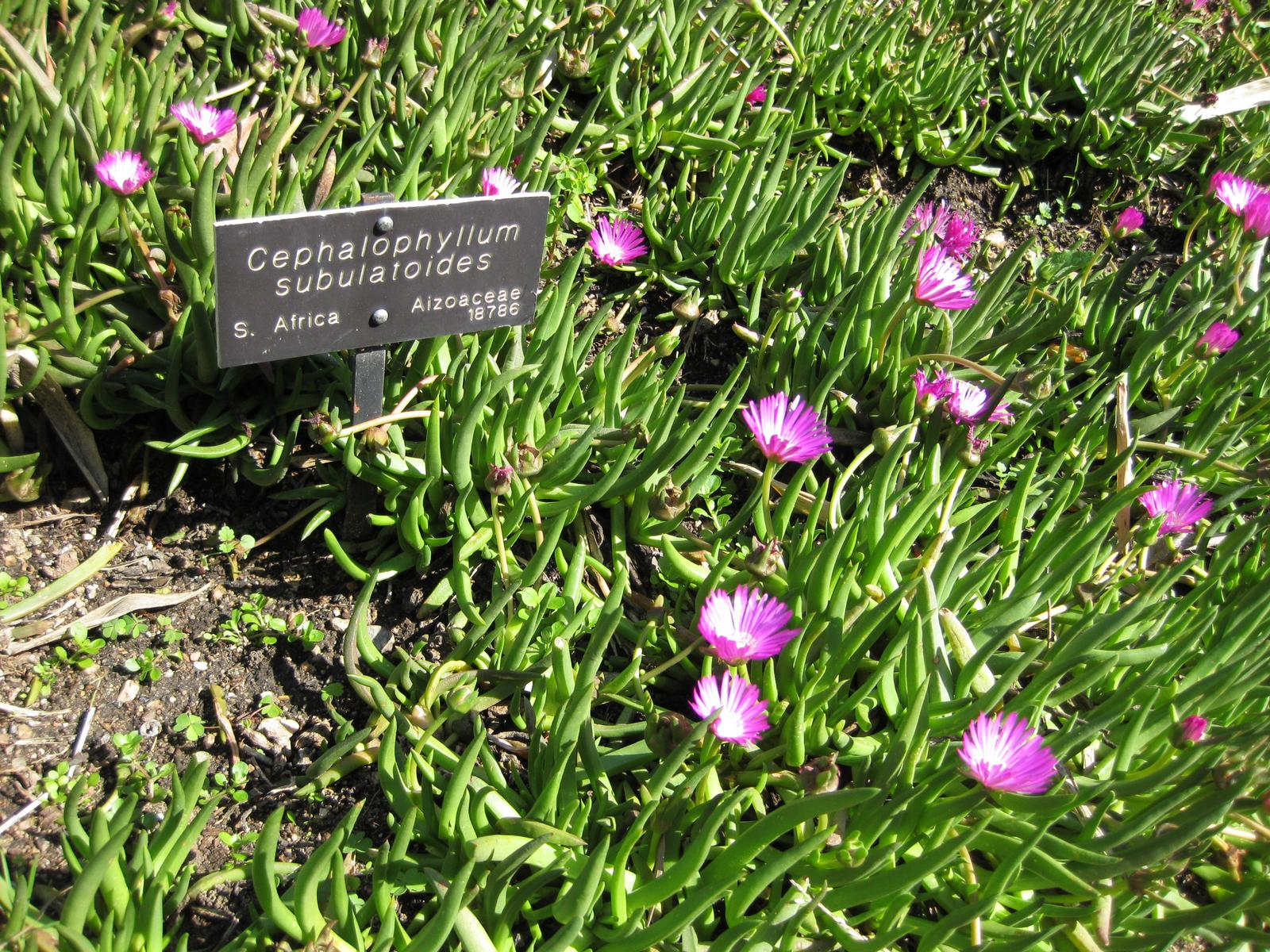